# Hong Kong Vase
Groupe I
Le Hong Kong Vase est une course hippique de plat se déroulant au mois de décembre sur l'hippodrome de Sha Tin à Hong Kong.
C'est une course de Groupe I qui se court sur la distance de 2 400 mètres, piste en gazon. L'allocation s'élève à HK$ 20 000 000 (soit environ 2 500 000 €). Elle se dispute le même jour que le Hong Kong Sprint, le Hong Kong Mile et la Hong Kong Cup.

## Palmarès depuis 2000
| Année | Vainqueur        | S/A | Pays        | Père             | Jockey            | Entraîneur           | Propriétaire                   | Temps   |
| ----- | ---------------- | --- | ----------- | ---------------- | ----------------- | -------------------- | ------------------------------ | ------- |
| 2024  | Giavellotto      | M.5 | Royaume-Uni | Mastercraftsman  | Oisin Murphy      | Marco Botti          | Scuderia La Tesa Ltd & V. Shah | 2'27"53 |
| 2023  | Junko            | H.4 | France      | Intello          | Maxime Guyon      | André Fabre          | Wertheimer et Frère            | 2'30"12 |
| 2022  | Win Marilyn      | F.5 | Japon       | Screen Hero      | Damian Lane       | Takahisa Tezuka      | Win Co Ltd                     | 2'27"53 |
| 2021  | Glory Vase       | M.6 | Japon       | Deep Impact      | João Moreira      | Tomohito Ozeki       | Silk Racing Co. Ltd            | 2'27"07 |
| 2020  | Mogul            | M.3 | Irlande     | Galileo          | Ryan Moore        | Aidan O'Brien        | Smith, Magnier & Tabor         | 2'27"21 |
| 2019  | Glory Vase       | M.4 | Japon       | Deep Impact      | João Moreira      | Tomohito Ozeki       | Silk Racing Co. Ltd            | 2'24"77 |
| 2018  | Exultant         | H.4 | Irlande     | Teofilo          | Zac Purton        | Anthony S. Cruz      | Eddie Wong Ming Chak           | 2'26"56 |
| 2017  | Highland Reel    | M.5 | Irlande     | Galileo          | Ryan Moore        | Aidan O'Brien        | Smith, Magnier & Tabor         | 2'26"23 |
| 2016  | Satono Crown     | M.4 | Japon       | Marju            | João Moreira      | Noriyuki Hori        | Hajime Satori                  | 2'26"22 |
| 2015  | Highland Reel    | M.3 | Irlande     | Galileo          | Ryan Moore        | Aidan O'Brien        | Smith, Magnier & Tabor         | 2'28"43 |
| 2014  | Flintshire       | M.4 | France      | Dansili          | Maxime Guyon      | André Fabre          | Khalid Abdullah                | 2'29"83 |
| 2013  | Dominant         | M.5 | Royaume-Uni | Cacique          | Zac Purton        | John Moore           | J.Moore Trainer Syndicate      | 2'27"29 |
| 2012  | Red Cadeaux      | H.6 | Royaume-Uni | Cadeaux Genereux | Gérald Mossé      | Ed Dunlop            | Ronald J. Arculli              | 2'28"73 |
| 2011  | Dunaden          | M.6 | France      | Nicobar          | Craig Williams    | Mikel Delzangles     | Pearl Bloodstock               | 2'27"50 |
| 2010  | Mastery          | M.4 | Royaume-Uni | Sulamani         | Lanfranco Dettori | Saeed Bin Suroor     | Ecurie Godolphin               | 2'27"69 |
| 2009  | Daryakana        | F.3 | France      | Selkirk          | Gérald Mossé      | Alain de Royer-Dupré | Aga Khan                       | 2'27"51 |
| 2008  | Doctor Dino      | M.6 | France      | Muhtathir        | Olivier Peslier   | Richard Gibson       | Javier Martinez Salmean        | 2'29"14 |
| 2007  | Doctor Dino      | M.5 | France      | Muhtathir        | Olivier Peslier   | Richard Gibson       | Javier Martinez Salmean        | 2'28"20 |
| 2006  | Collier Hill     | M.8 | Royaume-Uni | Dr Devious       | Dean McKeown      | Alan Swinbank        | Russell Hall                   | 2'27"10 |
| 2005  | Ouija Board      | F.4 | Royaume-Uni | Cape Cross       | Kieren Fallon     | Ed Dunlop            | Lord Derby                     | 2'28"90 |
| 2004  | Phoenix Reach    | M.4 | Royaume-Uni | Alhaarth         | Martin Dwyer      | Andrew Balding       | Winterbeck Manor Stud          | 2'29"80 |
| 2003  | Vallée Enchantée | F.3 | France      | Peintre Célèbre  | Dominique Bœuf    | Elie Lellouche       | Ecurie Wildenstein             | 2'28"20 |
| 2002  | Ange Gabriel     | M.4 | France      | Kaldounévées     | Thierry Jarnet    | Eric Libaud          | Antonia Devin                  | 2'28"40 |
| 2001  | Stay Gold        | M.7 | Japon       | Sunday Silence   | Yutaka Take       | Yasuo Ikee           | Shadai Racehorse Co.           | 2'27"80 |
| 2000  | Daliapour        | M.4 | Royaume-Uni | Sadler's Wells   | Johnny Murtagh    | Sir Michael Stoute   | Lucky Stable                   | 2'28"20 |